# Centroscyllium excelsum
Centroscyllium excelsum  (лат.) — вид акул рода чёрных собачьих акул, семейства Etmopteridae отряда катранообразных. Эта небольшая глубоководная акула обитает в северо-восточной части Тихого океана. Максимальный зарегистрированный размер не превышает 63 см. Размножается яйцеживорождением. У основания первого и второго спинных плавников имеется шип. Рацион состоит из небольших и костистых рыб. К настоящему времени было зарегистрировано всего 21 акула этого вида.
Видовое название происходит от слова лат. excelsum — «храм», «алтарь».

## Таксономия
Впервые вид был научно описан в 1990 году. Голотип представляет собой взрослого самца длиной 56,2 см, пойманного в 1977 году в районе Императорских подводных гор на глубине 800—1000 м. Паратипы: взрослые самцы длиной 52,4 см, 58,8 см, 60,5 см, 55,5 см, 55,8 см, 60,4 см, 61,8 см, 57,4 см и взрослые самки длиной 63,5 см, 53,4 см, пойманные там же и тогда же.

## Ареал
Centroscyllium excelsum обитают в северо-восточной части Тихого океана в районе Императорских подводных гор к востоку от побережья Японии и Курильских островов на глубине от 800 до 1000 м, между 38°37' и 49°59' с.ш., 171°06' и 170°00' з.д. 

## Описание
Это небольшие донные акулы, максимальная зарегистрированная длина 63 см. Анальный плавник отсутствует. Хвостовой плавник асимметричный, верхняя лопасть удлинена, нижняя развита слабо. Второй спинной плавник незначительно крупнее первого. Глаза довольно крупные.

## Биология
Centroscyllium excelsum размножаются яйцеживорождением, в помёте минимум до 10 новорожденных длиной 8—9,3 см. Беременная самка была обнаружена лишь один единственный раз. Рацион состоит из мелких костистых рыб. Самки достигают половой зрелости длине 53 см, а самцы 52 см.  

## Взаимодействие с человеком
Centroscyllium excelsum не представляют интереса для коммерческого рыболовства. В качестве прилова они могут попадать в глубоководные тралы и ярусы. Ограниченный ареал делает их потенциально уязвимыми при перелове. Данных для оценки Международным союзом охраны природы статуса сохранности вида недостаточно.